# 오카와촌 (니가타현)
오카와촌(太川村)은 니가타현 나카칸바라군에 설치되었던 촌이다. 1901년 11월 1일 오카와촌 및 고센정, 요시자와촌 등 3개 정·촌이 합병하여 고센정이 신설되고 폐지되었다.

## 연혁
- 1889년 4월 1일 - 정촌제 시행과 함께 주변의 촌을 합병으로 인하여 오카와촌이 성립하였다.
- 1901년 11월 1일 - 오카와촌 및 나카칸바라군 고센정, 요시자와촌 등 3개 정·촌이 합병하여 고센정이 신설되어 소멸하였다.